# 埃格爾河
51°29′27″N 9°14′22″E / 51.49083°N 9.23944°E
埃格爾河（德語：Eggel），是德國的河流，位於該國西部，流經北萊茵-威斯特法倫州，屬於迪默爾河的左支流，河道全長17.4公里，流域面積107平方公里。